# Standaard der Letteren
De Standaard der Letteren (ook: DSL) is de wekelijkse boekenbijlage van de Vlaamse krant De Standaard. Ze verschijnt op zaterdag.

## Geschiedenis

### Voor de Tweede Wereldoorlog
De vooroorlogse De Standaard had een algemene culturele rubriek waarin literatuur een plaats kreeg. Schrijvers van recensies waren onder anderen Marnix Gijsen, Filip De Pillecyn, Herman Bossier (die de rubriek leidde) en Jan Boon (de hoofdredacteur van De Standaard).

### 1947-1952
Toen het dagblad in de lente van 1947 weer verscheen, werd Urbain Van de Voorde als enige cultuurredacteur aangesteld. Een actieve medewerker werd priester Karel Elebaers. Ze werkten voor de rubriek Geest en Cultuur. Die werd omgevormd tot De Standaard der Letteren, waarvan het eerste nummer verscheen in De Standaard van 12 april 1952.

### 1952-1964
Ook al bleef Van de Voorde nominaal de redactieverantwoordelijke, het literaire supplement werd weldra de facto geleid door pater Max Wildiers. Heel wat medewerkers werden aangetrokken, zoals de schrijver Ernest Claes, de taalkundige Jan Grauls, de musicoloog Floris van der Mueren, de schilder Jos De Maeght, de architect Huib Hoste, de socioloog Frans Van Mechelen.
In maart 1957 werd Guido Van Hoof redacteur bij De Standaard. Tot in 1961 werden culturele bijdragen door de algemene redactie behandeld en tussen het andere nieuws gepubliceerd. Van Hoof kreeg de opdracht de culturele artikels te coördineren, waaronder de bijdragen aan De Standaard der Letteren.

### 1965-1990
In 1965 werd de redactie Cultuur een zelfstandige cel binnen de redactie van De Standaard, tot in 1990 onder de leiding van Guido Van Hoof. Bernard Kemp werd de voornaamste recensent. In maart 1965 werd een kunstredactie opgericht, steeds onder leiding van Van Hoof, die Johan De Roey als medewerker kreeg.
De letterenbijlage besloeg aanvankelijk één bladzijde. Ze werd uitgebreid tot 2 in 1952, tot 3 in 1983 en tot 4 in 1988. De vaste rubrieken werden gewijd aan Nederlandse, Franse, Engelse en Duitse literatuur. Naast literatuur werd relatief veel aandacht besteed aan werken over geschiedenis, sociale wetenschappen en religie.
Kemp werd opgevolgd door Georges Wildemeersch (1973-1977) en door Herman Leys, terwijl de groep van vaste recensenten werd uitgebreid met onder anderen Edmond Ottevaere, die talrijke recensies over nieuwe Duitse romans schreef, en Herman Servotte die schreef over de Engelse letterkunde.

### 1990-heden
Na het vertrek van Van Hoof was Marcel Van Nieuwenborgh enkele jaren hoofd van de boekenbijlage. Hij zette het werk in de geest van Van Hoof voort. Vanaf 1996 werd werk gemaakt van inhoudelijke en vormelijke vernieuwing. Mark Schaevers van Humo werd aangetrokken om de ommekeer te leiden. Hij werd in 2001 opgevolgd door Frank Albers.
Hij werd op zijn beurt opgevolgd door Jeroen Overstijns. Eva Berghmans was hoofd van De Standaard der Letteren van 2007 tot 2011. Tot einde mei 2020 leidde Veerle Vanden Bosch de boekenbijlage. Haar taak werd overgenomen door Guinevere Claeys. De boekenbijlage van gemiddeld 16 bladzijden maakt sindsdien deel uit van de weekendkrant.

## Recensenten

### Periode voor 1990
- Urbain Van de Voorde
- Bernard Kemp
- Guido Van Hoof
- Maria Rosseels
- Herman Servotte
- Guido Maertens
- Eric Vanden Berghe
- Carlos Tindemans
- Roger H. Marijnissen
- Hendrik Brugmans
- Jozef Joris
- Carolina De Maegd
- Reginald De Schryver
- Edgar Benoot
- André Demedts
- Kees Fens
- Wim D'haveloose
- Hein De Belder
- Wojciech Skalmowski
- Jooris Van Hulle

### Periode na 1990
- Mark Cloostermans
- Marijke Arijs
- Jeroen Overstijns
- Bart Meuleman
- Jan Stevens
- Matthijs De Ridder
- Jan Hontscharenko
- Ed Franck
- Jos Joosten
- Annelies Beck
- Willem van Zadelhoff
- Maria Vlaar
- Jan Desmet
- John Vervoort
- Kathy Mathys
- Johan De Vos
- Marita Vermeulen
- Luuk Gruwez
- Karel Osstyn
- Erik Vissers
- Daniël Rovers
- Alexandra De Vos
- Vanessa Joosen
- Alexander Van Caeneghem
- Michaël Bellon
- Toon Horsten
- Christophe Van Gerrewey
- Filip Huysegems
- Sarah Vankersschaever
- Catherine Vuylsteke
- Annelies Verbeke
- Katrien Steyaert
- Gaea Schoeters